# Ebusco

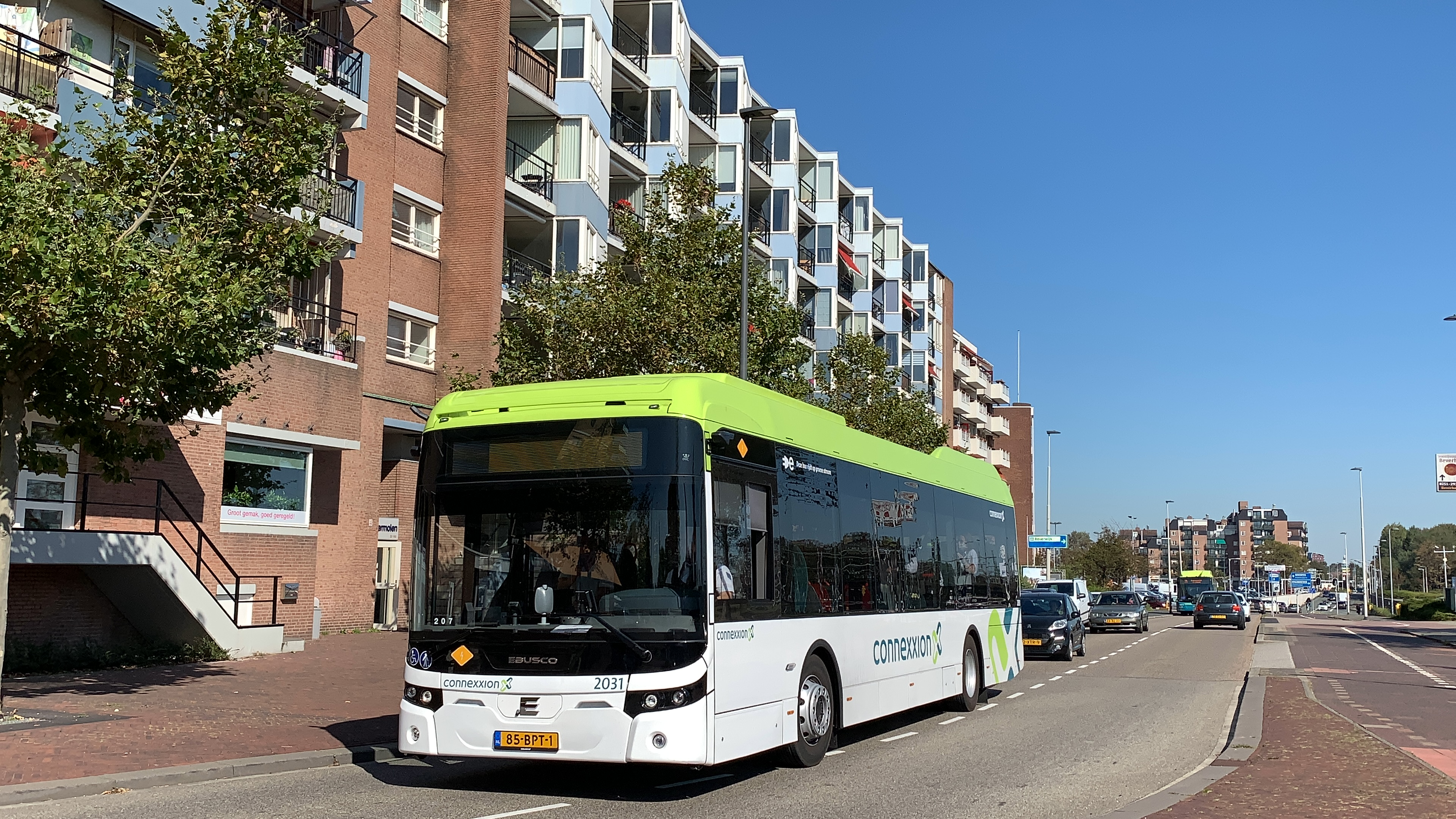
Ebusco 2.2 van Connexxion

Ebusco is een Nederlandse fabrikant van volledig elektrische bussen. De hoofdvestiging van het bedrijf is in Deurne. In 2024 heeft het bedrijf nog zes andere vestigingen. Dat jaar stopte het bedrijf echter met de eigen productie van bussen. 

## Geschiedenis
Ebusco is in 2012 opgericht in Helmond, met behulp van een innovatiekrediet van het Ministerie van Economische Zaken. De oprichter van het bedrijf was rallycoureur Peter Bijvelds. In Helmond waren de werkplaats - in een voormalige brandweerkazerne - voor twee voertuigen en het kantoor gevestigd in twee verschillende wijken die ongeveer drie kilometer van elkaar lagen. Dit was de reden om in september 2018 te verhuizen naar Deurne, waar het bedrijf de beschikking kreeg over een productiehal van ruim 7000 m² en voldoende kantoorruimte.
Klanten van Ebusco waren onder andere Connexxion, Deutsche Bahn en Qbuzz. Ook Keolis en het Noorse Connect Bus bestelden elektrische bussen bij het bedrijf.
Sinds 22 oktober 2021 is Ebusco genoteerd aan de Euronext in Amsterdam. Grootaandeelhouder is oprichter Bijvelds. Na de beursintroductie hield hij 35,4% van de aandelen. De tweede grote aandeelhouder was de ING Groep met een aandelenbelang van 21%.
In maart 2022 kreeg Ebusco 40% van de aandelen in handen van Zero Emission Services B.V., gericht op elektrisch vervoer op het water.
Na augustus 2022 ging het bergaf met Ebusco en verloor het zo'n 75% aan waarde op de beurs. Dit werd geweten aan een tekort aan personeel en materiaal. Er werden in verschillende rondes voor miljoenen euro's aan nieuw kapitaal binnengehaald om het bedrijf overeind te houden. In 2023 produceerde het bedrijf de Ebusco 3.0 op een volledig gerenoveerd terrein van Renault in het Franse Cléon.
In de zomer van 2022 bestelde de Zweedse vervoerder Svealandstrafiken 36 bussen, die in de loop van 2023 in dienst moesten komen. Najaar 2022 plaatste het Noorse Connect Bus een order voor 47 stadsbussen, bestemd voor Zweden. Deze waren zes maanden na de geplande datum  niet geleverd, waarna Connect Bus de bestelling annuleerde. In plaats daarvan bestelde het bedrijf bussen bij het Chinese BYD. 
In 2024 had Ebusco diverse vestigingen, in Deurne, Venray, Emmerich, Cléon en Melbourne. Bovendien had het bedrijf kantoren in Denemarken, China, Canada, Verenigde Staten, Noorwegen, Zweden, Italië en Spanje.
In 2024 hadden Bijvelds en een stichting op zijn naam circa 64% van de aandelen in handen en ING nog een belang van 19,6%. CEO was Christian Schreyer nadat Bijvelds zich had teruggetrokken in de zomer van 2024.
In 2024 annuleerde Keolis een bestelling. Verder bleek het bedrijf niet in staat om 59 bestelde bussen aan Qbuzz te leveren die het had besteld voor een concessie in Groningen en Drenthe. Ook werden geen reserveonderdelen geleverd waardoor 10% van de bussen van Qbuzz niet konden rijden. Qbuzz eiste een afgesproken schadevergoeding op vanwege de te late levering. Toen het bedrijf die vergoeding niet betaalde legde Qbuzz beslag op de bankrekeningen van Ebusco voor 1,2 miljoen euro Het geld had Ebusco echter nodig voor de salarissen en bovendien stonden de bussen al vrijwel klaar in een fabriek in China. Na de beslaglegging startte Ebusco daarom een kort geding tegen Qbuzz, dat diende in oktober 2024. Ebusco verloor het kort geding. De rechter oordeelde dat de annulering van de order van Qbuzz terecht was, en ook de beslaglegging. De volgende dag besloot Ebusco te stoppen met de eigen productie en de productie uit te besteden, vooral aan China. Zonder deze maatregelen zou een faillissement dreigen. In afgeslankte vorm zou het bedrijf nog wel actief kunnen blijven voor het ontwerpen van elektrische bussen.  
In november 2024 deed Ebusco een claimemissie om het eigen vermogen te verhogen. In totaal werden 44 miljoen nieuwe aandelen uitgegeven. De netto-opbrengst van deze emissie was 27,7 miljoen euro. Eind 2024 maakt het bedrijf bekend dat 102 van de op dat moment 620 medewerkers ontslagen zouden worden. Ook was het bedrijf van plan de fabrieken in Venlo en Deurne samen te voegen.
In 2024 daalde de omzet naar 11 miljoen euro en leverde het bedrijf 157 bussen af. Na het verlies in 2023 leed Ebusco wederom een fors verlies van meer dan 200 miljoen euro in 2024. Bij de presentatie van de jaarcijfers over 2024 meldde het bestuur van Ebusco dat een leverancier een faillissementsaanvraag tegen het bedrijf heeft ingediend vanwege niet betaalde rekeningen. Korte tijd later kreeg het bedrijf alsnog € 5 miljoen van de Taiwanese Green Innovation waarmee een faillissement werd afgewend. Ondanks deze betaling heeft Ebusco nog steeds dringend behoefte aan een kapitaalinjectie op korte termijn.

## Activiteiten
Het bedrijf ontwikkelt, produceert en verkoopt elektrische stads- en streekbussen voor de Europese markt. De bussen worden geproduceerd volgens de Europese regel- en wetgeving. Ebusco ontving als eerste Europese fabrikant een Europese typegoedkeuring voor elektrische bussen. De Ebusco 2.2 wordt grotendeels in de Volksrepubliek China geassembleerd. De nieuwere Ebusco 3.0 zal volledig in Deurne geproduceerd worden. De productiehallen worden uitgebreid naar een capaciteit van 500 bussen per jaar.

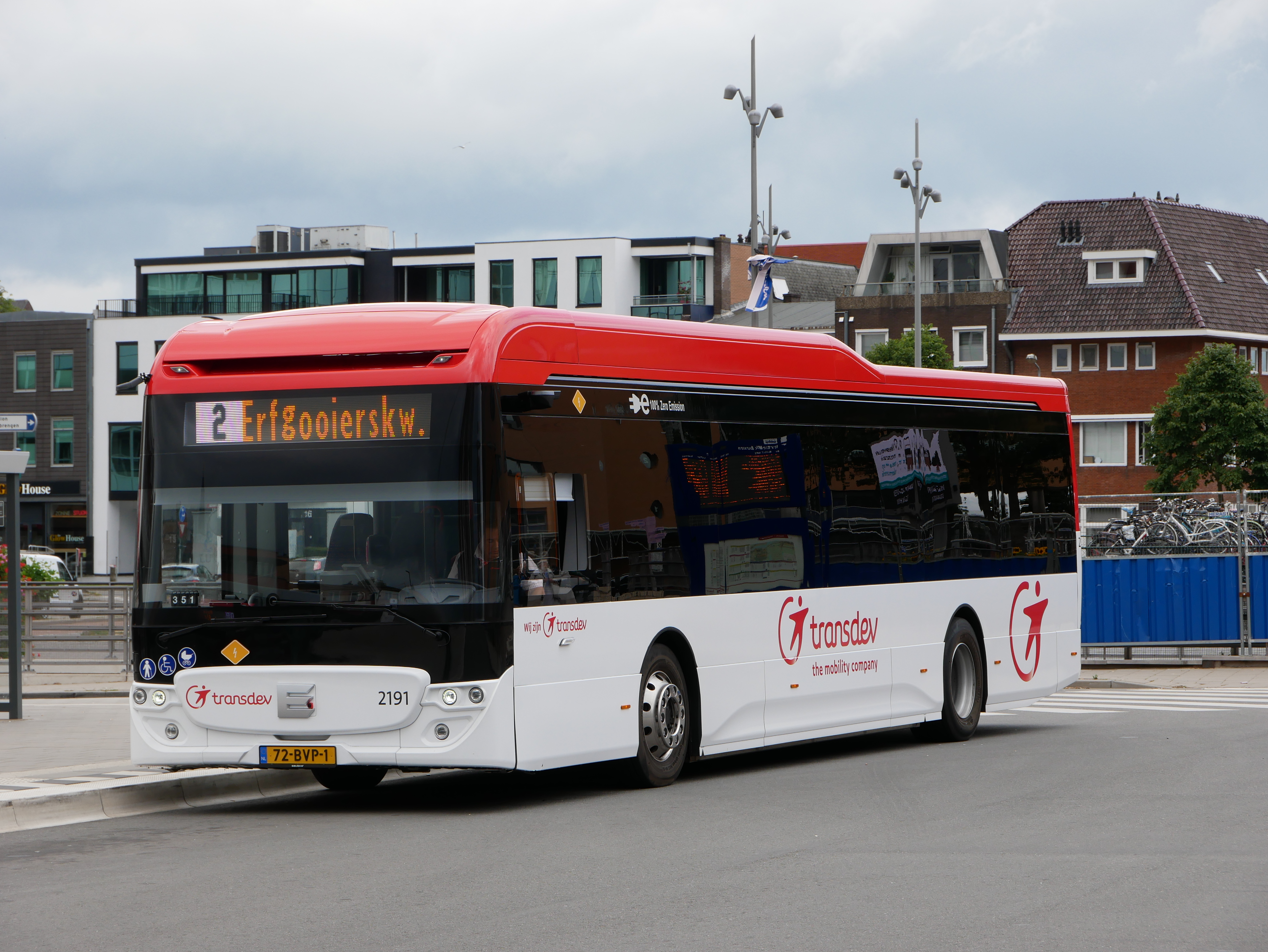
Ebusco 3.0 in Hilversum

### Modellen
- Ebusco 1.0 werd geproduceerd in 2012. De bussen werden gebruikt voor testritten in verschillende Europese steden.
- Ebusco 2.0 is een 12 meter lange bus met lage vloer. Deze werd voor het eerst aan het publiek gepresenteerd tijdens de IAA Bedrijfsvoertuigen 2014 in Hannover en heeft een batterij met een energie-inhoud van 242 kWh.
- Ebusco 2.1 is ook een 12 meter lange bus. Het eerste voertuig werd in april 2017 geleverd. De batterij heeft een energie-inhoud van 311 kWh.
- Ebusco 2.2 is sinds 2018 beschikbaar en wordt geproduceerd in drie verschillende varianten: als LF (Low Floor) met drie deuren, LE (Low Entry) met twee deuren, beide 12 meter lang, en als een gelede versie van 18 meter lang.
- Ebusco 3.0 werd gepresenteerd op Busworld 2019, ontwerpuitgangspunt was dat de bus 33% lichter moest zijn dan zijn voorganger Ebusco 2.2 en kan tot 500 kilometer rijden op een volle batterij. De Ebusco 3.0 is het eerste model dat volledig in Nederland werd gebouwd.

### Resultaten
| Jaar | Omzet (× € miljoen) | Nettoresultaat (× € miljoen) | Ontvangen orders bussen (in stuks) | Afgeleverde bussen (in stuks) | Vaste medewerkers (gemiddeld, in FTE) |
| ---- | ------------------- | ---------------------------- | ---------------------------------- | ----------------------------- | ------------------------------------- |
| 2018 | 21,4                | 0,4                          | 102                                | 5                             | 34                                    |
| 2019 | 48,9                | 3,4                          | 191                                | 101                           | 59                                    |
| 2020 | 100,0               | 16,7                         | 39                                 | 103                           | 106                                   |
| 2021 | 24,3                | −26,8                        | 240                                | 139                           | 171                                   |
| 2022 | 111,6               | −32,2                        | 1225                               | 261                           | 321                                   |
| 2023 | 102,4               | −120,1                       | 615                                | 178                           | 503                                   |
| 2024 | 10,7                | −200,7                       | 48                                 | 157                           | 517                                   |

De bussen van Ebusco worden ingezet door vervoersmaatschappijen in onder meer Nederland, België, Duitsland en Denemarken. In oktober 2021 reden er 346 Ebusco-bussen in zeven Europese landen.

## Prijzen
Om het jaar worden tijdens Busworld de ECW Awards uitgereikt en in 2013 en 2015 won Ebusco de ECW Ecology Award.